# Никифоров, Георгий Константинович
Георгий Константинович Никифоров (1884—1938) — русский советский писатель, поэт.

## Биография
Георгий Никифоров родился 25 мая (7 июня) 1884 года в Саратове в семье цехового рабочего-обойщика. С тринадцати лет — ученик токаря железнодорожных мастерских Тамбова, работал на заводах. С шестнадцати лет — член революционных кружков. В 1905 — участник вооружённого восстания в Москве. В конце 1905 года был арестован. Был токарем, счетоводом, грузчиком, киномехаником. В 1917 году работал в Челябинске в вагонных мастерских, тогда же вступил в РСДРП(б).
Первые стихи опубликованы в 1918 году. В 1923 году переехал в Москву, тогда же начал печатать прозу. В ранних произведениях Никифорова («Или — или», «Иван Брында» (1926)) новая экономическая политика воспринята им как спад революции.
Георгий Никифоров — автор романов «У фонаря» (1927; выдержал 18 изданий), «Женщина» (1929), «Встречный ветер» (1930), «Единство» (1933), «Мастера» (1937).
Входил в литературные объединения «Кузница» и «Октябрь».
В 1927 принял участие в коллективном романе «Большие пожары», публиковавшемся в журнале «Огонёк».
Был участником известной встречи Сталина с советскими писателями, состоявшейся 26 октября 1932 на квартире Горького в доме Рябушинского. В ответ на произнесённый тост поэта Владимира Луговского «за здоровье товарища Сталина!», Никифоров встал и воскликнул: «Надоело! Миллион сто сорок семь тысяч раз пили за здоровье товарища Сталина! Небось, ему это тоже надоело слышать!..» Сталин пожал его руку со словами: «Спасибо, Никифоров, правильно. Надоело это уже…» Считалось, что Сталин его уважал и даже защищал от нападок РАППовской критики. Так, известно высказывание Сталина: «…Что вы делали? Вы выдвигали и расхваливали своих, выдвигали подчас не в меру и не по заслугам, замалчивали и травили писателей, не принадлежащих к вашей группе, и, тем самым, отталкивали их от себя, вместо того чтобы привлекать их в вашу организацию и помогать их росту. Что вы сделали, например, с Никифоровым?.. Ведь Никифорова буквально раздели и смешали с грязью. Да, да, смешали с грязью. Между тем это не плохой писатель. А вот вы его затоптали в грязь!..»
Арестован 13 января 1938 по «Делу о заговоре писателей». На допросах подвергался избиениям. Виновным себя по обвинению в участии в контрреволюционной террористической организации не признал. Расстрелян 2 апреля 1938. Реабилитирован 22 февраля 1956.
Проза Никифорова композиционно неуравновешенная, диалоги слишком затянуты, как и само действие. Исключения из этого правила среди произведений Никифорова, очевидно, были просто хорошо отредактированы.

## Сочинения
- Так или эдак // Октябрь. — 1924. — № 3.
- Иван Брында // Красная новь. — 1925. — № 1.
- Степанида, 1927.
- Запоздавшая весна // Новый мир, 1928, №8.
- У фонаря, 1929.
- Женщина, 1930.
- Единство, 1933.
- Мастера, 1936—1937.